# Alargamiento (aeronáutica)

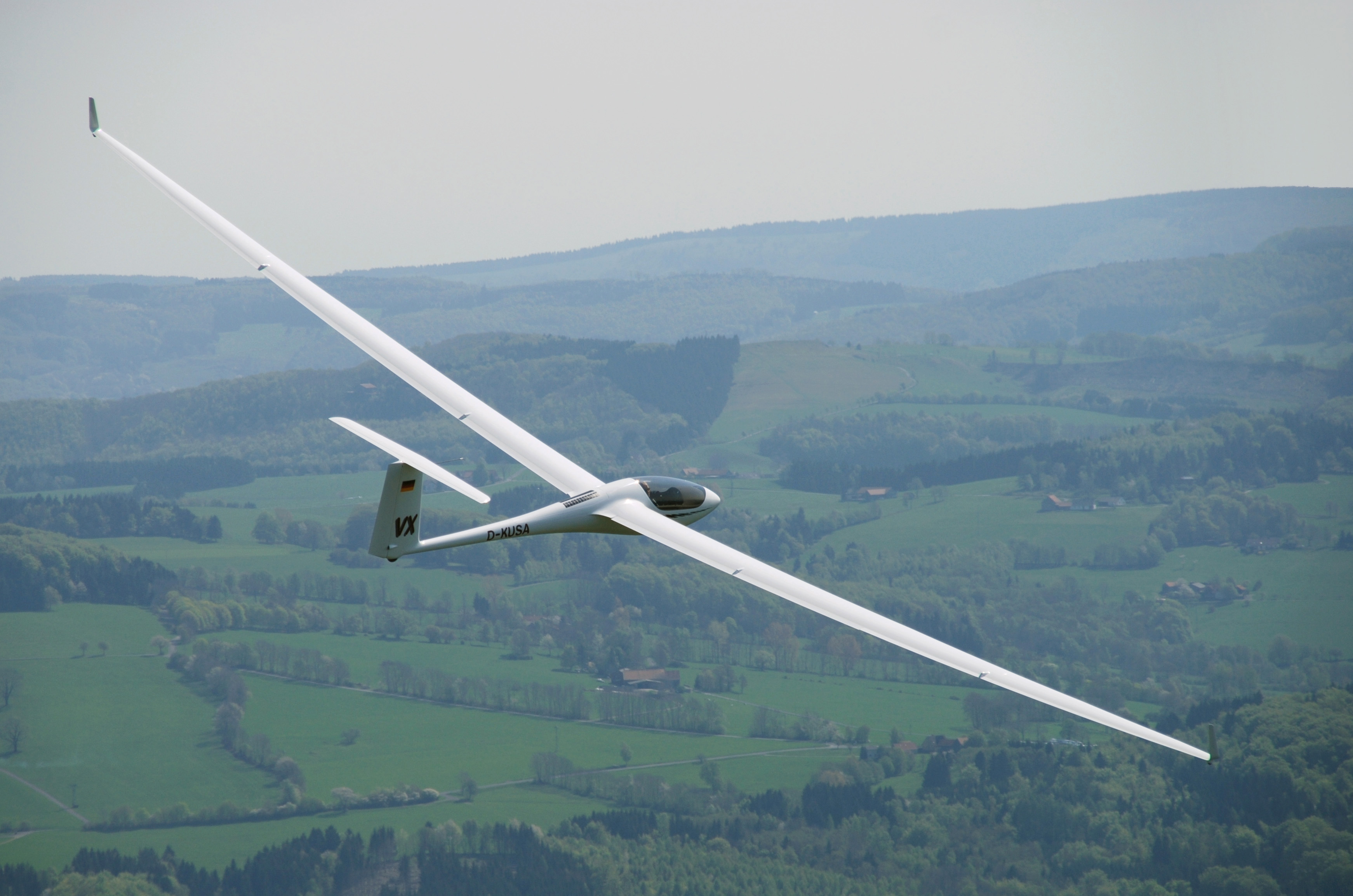
Un planeador ASH 31 con un alargamiento alar muy alto (AR = 33.5) y un considerable coeficiente de elevación-resistencia (L/D 56)

En aeronáutica, el alargamiento de un ala es la relación de su envergadura respecto a su cuerda media, o expresado de otra manera, es igual al cuadrado de la envergadura dividido por el área del ala. Por lo tanto, un ala larga y estrecha tiene un alto alargamiento, mientras que una ala corta y ancha tiene un bajo alargamiento.
El alargamiento y otras características de la configuración alar de un avión se utilizan a menudo para predecir la eficiencia aerodinámica de un ala. Por ejemplo, la relación elevación-resistencia aumenta con el alargamiento, lo que mejora la economía de combustible en los aviones. 

## Definición
El alargamiento {\displaystyle {\text{AR}}} es el resultado de dividir la envergadura del ala {\displaystyle b} elevada al cuadrado, por la superficie proyectada del ala {\displaystyle S}, que equivale al cociente de la envergadura {\displaystyle b} respecto a la cuerda media estándar {\displaystyle {\text{SMC}}}:
{\displaystyle {\text{AR}}\equiv {\frac {b^{2}}{S}}={\frac {b}{\text{SMC}}}}
* Las siglas AR se derivan del término inglés para alargamiento, Aspect Ratio (relación de aspecto).

## Mecanismo
En términos generales, se puede imaginar que un avión en vuelo afecta a un cilindro circular de aire con un diámetro igual a la envergadura. Una gran envergadura afecta a un gran cilindro de aire, y una pequeña envergadura afecta a un pequeño cilindro de aire. Un cilindro de aire pequeño debe empujarse hacia abajo con una potencia mayor (intercambio de energía por unidad de tiempo) que un cilindro grande para producir una fuerza ascendente igual (intercambio de momento por unidad de tiempo). Esto se debe a que para proporcionar el mismo impulso a una masa de aire más pequeña, se requiere darle un mayor cambio de velocidad, y un cambio de energía mucho mayor porque la energía es proporcional al cuadrado de la velocidad, mientras que el momento es solo linealmente proporcional a la velocidad. El componente de inclinación posterior de este cambio en la velocidad es proporcional a la resistencia inducida, que es la fuerza necesaria para disponer de esta potencia a una velocidad dada del aire. 
La interacción entre el aire no perturbado fuera del cilindro y el cilindro de aire que se mueve hacia abajo se produce en las puntas de las alas y puede apreciarse en forma de vórtices en las puntas de las alas. 
Es importante tener en cuenta que en la explicación anterior se utiliza una simplificación considerable , y que un ala de avión afecta a un área muy grande alrededor de sí misma.

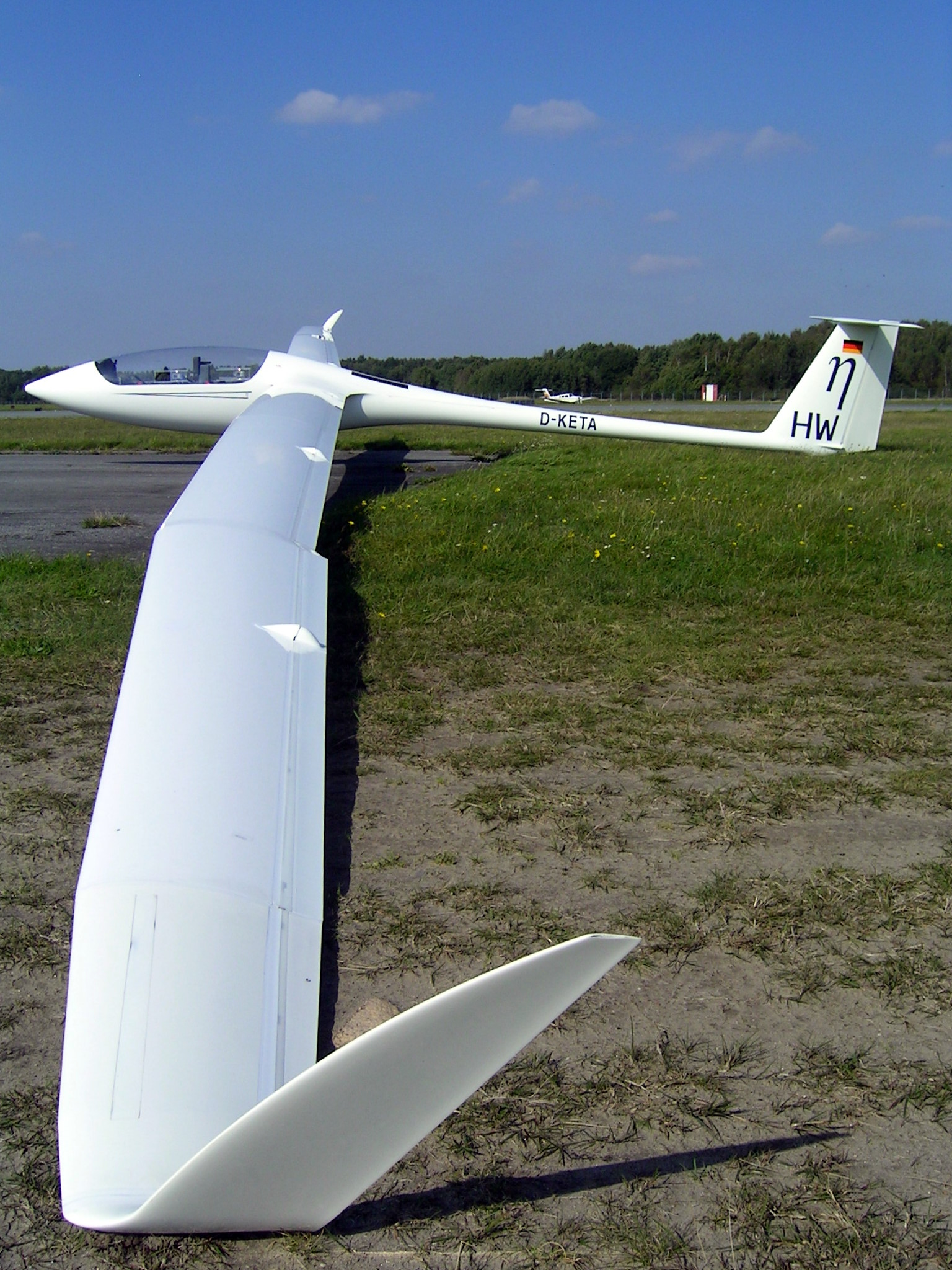
Ala de alargamiento extremadamente alto (AR = 51.33) del planeador motorizado Eta, que proporciona una relación L/D de 70

## En los aviones

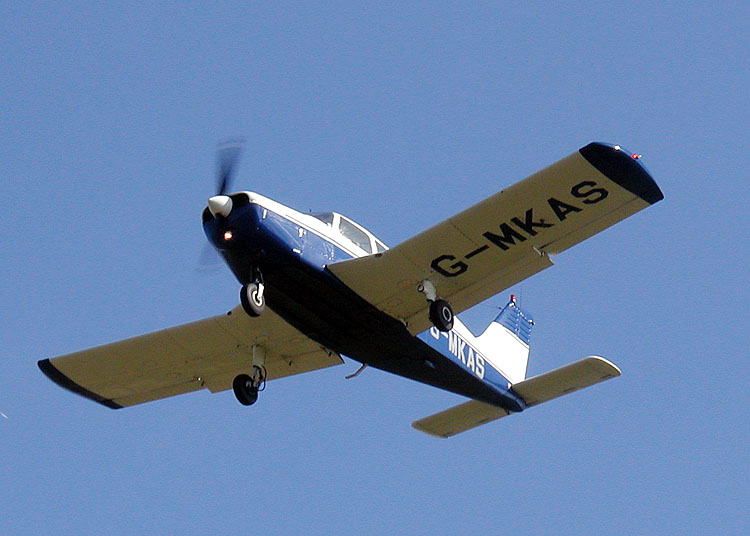
Ala de bajo alargamiento (AR = 5.6) de una avioneta Piper PA-28 Cherokee

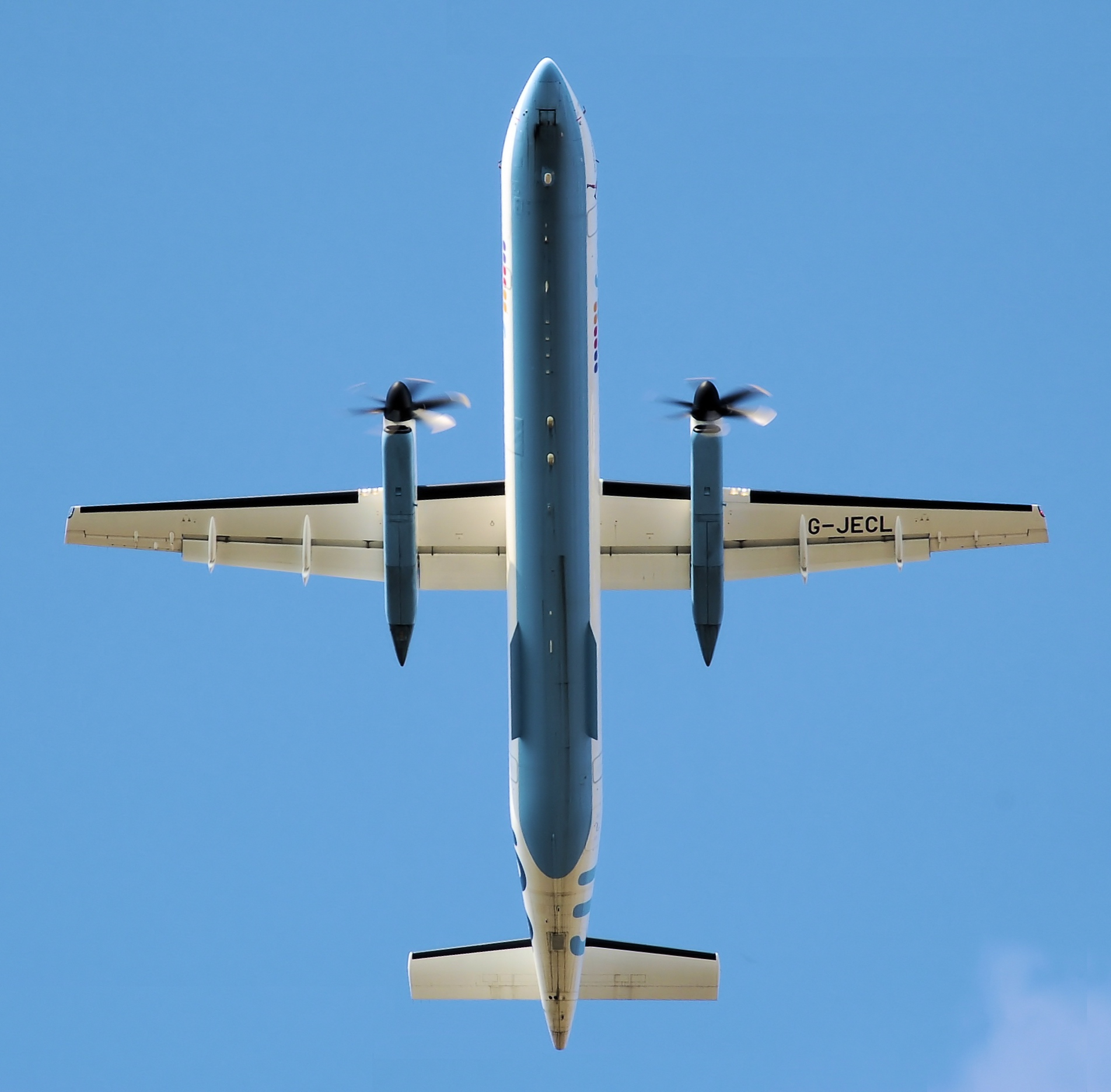
Ala de alto alargamiento (AR = 12.8) del Bombardier Dash 8 Q400

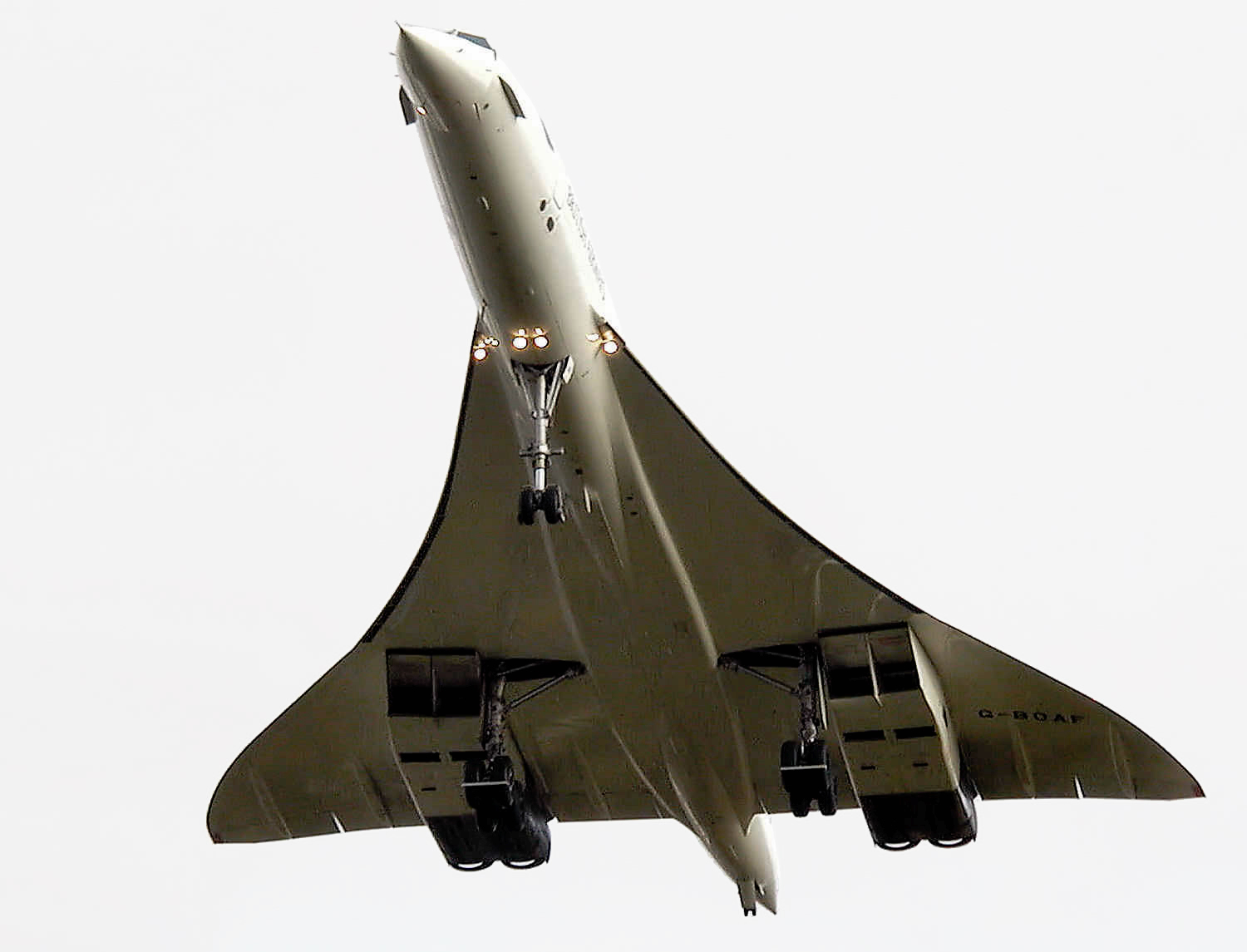
Ala de alargamiento muy bajo (AR = 1.55) del Concorde

Si bien un ala larga y estrecha con un elevado alargamiento tiene ventajas aerodinámicas, como una mejor relación de elevación-resistencia (véanse también detalles a continuación), hay varias razones por las que no todas las aeronaves disponen de alas de este tipo: 
- Estructurales: un ala larga tiene una mayor tensión de flexión para una carga dada que una corta y, por lo tanto, requiere mayores especificaciones de diseño estructural (arquitectura y / o materiales). Además, las alas más largas pueden tener cierta torsión para una carga dada, y en algunas aplicaciones esta torsión es indeseable (por ejemplo, si el ala deformada interfiere con el efecto de los alerones).
- Maniobrabilidad : un ala de bajo alargamiento tendrá una mayor aceleración angular de balanceo que una de alto alargamiento, debido a que un ala más larga opone un momento de inercia mayor que superar. En una rotación constante, el ala más larga da un momento de rotación mayor debido al brazo de momento más largo del alerón. Las alas de baja relación de aspecto se usan generalmente en aviones de combate, no solo para las velocidades de balanceo más altas, sino también porque las condiciones aerodinámicas de las alas delgadas y de cuerdas largas están involucradas en el vuelo supersónico.
- Resistencia parásita : mientras que las alas de alto alargamiento crean una resistencia inducida menor, tienen una resistencia parásita mayor (resistencia debido a la forma, área frontal y fricción de la superficie). Esto se debe a que, para un área de ala dada, la cuerda media (longitud en la dirección del recorrido del viento sobre el ala) es más pequeña. Debido a los efectos del número de Reynolds, el valor del coeficiente de resistencia de la sección es una función logarítmica inversa de la longitud característica de la superficie, lo que significa que, incluso si dos alas de la misma área vuelan a velocidades iguales y con ángulos de ataque iguales, el coeficiente de resistencia de la sección es ligeramente más alto en el ala con la cuerda más pequeña. Sin embargo, esta variación es muy pequeña en comparación con la variación de la resistencia inducido con el cambio de envergadura.

Por ejemplo, la sección de coeficiente de resistencia {\displaystyle c_{d}\;} de un perfil aerodinámico NACA 23012 (a los coeficientes de elevación típicos) es inversamente proporcional a la longitud de la cuerda elevada a la potencia de 0.129:
{\displaystyle c_{d}\varpropto {\frac {1}{({\text{cuerda}})^{0.129}}}}
Un aumento del 20% en la longitud de la cuerda disminuiría el coeficiente de resistencia de la sección en un 2.38%. 
- En la práctica : los alargamientos bajos tienen un mayor volumen interno útil, ya que el grosor máximo es mayor, lo que puede usarse para albergar los depósitos de combustible, el tren de aterrizaje retráctil y otros sistemas.

- Tamaño del aeródromo: los aeródromos, los hangares y otros equipos terrestres disponen de una envergadura máxima, que no se puede superar, y para generar suficiente sustentación para una envergadura dada, el diseñador de la aeronave tiene que reducir el alargamiento y aumentar el área total del ala. Esto limita el Airbus A380 a 80 m de ancho, con un alargamiento de 7.8, mientras que el Boeing 787 o el Airbus A350 poseen un alargamiento de 9.5, lo que influye en la economía del vuelo.[10]

### Alargamiento variable
Las aeronaves que se acercan o exceden la velocidad del sonido a veces incorporan alas de geometría variable. Estas alas proporcionan un alto alargamiento cuando están desplegadas y uno muy bajo cuando están abatidas. 
En el flujo subsónico, un ala estrecha y de pequeña eslora es ineficiente en comparación con un ala de alto alargamiento. Sin embargo, a medida que el flujo se vuelve transónico y luego supersónico, la onda de choque inicial generada a lo largo de la superficie superior del ala causa una resistencia de onda en el avión, y esta resistencia es proporcional a la eslora del ala. Por lo tanto, un tramo largo, valioso a bajas velocidades, provoca una resistencia excesiva a velocidades transónicas y supersónicas. 
Al variar el barrido, el ala se puede optimizar para distintas velocidades de vuelo. Sin embargo, el peso y la complejidad adicionales de un ala móvil hacen que no se use con frecuencia.

## Pájaros y murciélagos
Los alargamientos de las alas de los pájaros y los murciélagos varían considerablemente. Las aves que vuelan largas distancias o pasan períodos prolongados de vuelo, como los albatros y las águilas, suelen tener alas de alto alargamiento. Por el contrario, las aves que requieren una buena maniobrabilidad, como el gavilán de Eurasia, presentan valores bajos. 

## Detalles
Para un ala de cuerda constante de valor C y envergadura b, el alargamiento viene dado por: 
{\displaystyle AR={b \over c}}
Si se barre el ala, c se mide paralelamente a la dirección de vuelo hacia adelante. 
Para la mayoría de las alas, la longitud de la cuerda no es constante, sino que varía a lo largo del ala, por lo que la relación de aspecto AR se define como el cuadrado de la envergadura b dividido por el área del ala S. En símbolos, 
{\displaystyle AR={b^{2} \over S}}
Para un ala de este tipo con cuerda variable, la cuerda media estándar SMC se define como 
{\displaystyle SMC={S \over b}={b \over AR}}
El rendimiento del alargamiento AR relacionado con los vórtices de elevación de resistencia y de punta de ala se ilustra en la fórmula utilizada para calcular el coeficiente de resistencia de una aeronave {\displaystyle C_{d}\;}
{\displaystyle C_{D}=C_{D0}+{\frac {(C_{L})^{2}}{\pi eAR}}}
donde
| {\displaystyle C_{D}\;}  | es el coeficiente de resistencia de la aeronave,                           |
| {\displaystyle C_{D0}\;} | es el coeficiente de elevación cero de la aeronave,                        |
| {\displaystyle C_{L}\;}  | es el coeficiente de elevación de la aeronave,                             |
| {\displaystyle \pi \;}   | es la relación entre el perímetro y el diámetro de una circunferencia, pi, |
| {\displaystyle e\;}      | es el número de eficiencia de Oswald,                                      |
| {\displaystyle AR}       | es el alargamiento.                                                        |

### Alargamiento mojado
El alargamiento mojado considera la superficie total del fuselaje, {\displaystyle S_{w}}, en lugar de solo el ala. Es una medida mejor de la eficiencia aerodinámica de un avión que el alargamiento del ala. Se define como: 
{\displaystyle {\mathit {AR}}_{\mathrm {wet} }={b^{2} \over S_{w}}}
donde {\displaystyle b} es la envergadura y {\displaystyle S_{w}} es la superficie mojada. 
El Boeing B-47 y el Avro Vulcan proporcionan ejemplos ilustrativos. Ambos aviones tienen un rendimiento muy similar aunque son radicalmente diferentes. El B-47 tiene un ala de alto alargamiento, mientras que el Avro Vulcan tiene un ala de baja relación de aspecto. Sin embargo, tienen un alargamiento mojado muy similar.